# Jannacci Enzo
Jannacci Enzo è un album di Enzo Jannacci, pubblicato nel 1972.

## Il disco
L'album è parzialmente composto (primo caso nella produzione di Jannacci) da reincisioni di alcuni brani già pubblicati in precedenza dal cantautore: sono presenti in nuova versione El portava i scarp del tennis, Dona che te durmivet, Prendeva il treno, Ti te sé no, Faceva il palo, e anche E sapere (traduzione in italiano di E savè).
La canzone più celebre è certamente Ragazzo padre, brano per certi versi struggente, che racconta dell'improvvisa paternità di un giovane, il quale non riesce a trovar sostegno presso una società indifferente e crudele; questo è uno dei tre inediti del disco, gli altri sono La giostra (reincisa anni dopo da Milva con il titolo La rossa e il testo in gran parte cambiato) e Una tristezza che si chiamasse Maddalena, canzone già incisa qualche mese prima da Nicola Arigliano.
Gli arrangiamenti sono curati da Alberto Baldan e Italo Greco. Tranne dove indicato, i testi e le musiche sono di Enzo Jannacci.

## Tracce
1. E sapere
2. La giostra
3. El portava i scarp del tennis
4. Dona che te durmivet
5. Una tristezza che si chiamasse Maddalena
6. Faceva il palo (testo: Walter Valdi – musica: Enzo Jannacci)
7. Ti te sé no
8. Prendeva il treno
9. Ragazzo padre (testo: Enzo Jannacci – musica: Bruno Lauzi)